# Pulau Mamburit
Pulau Mamburit är en ö i Indonesien. Den ligger i provinsen Jawa Timur, i den västra delen av landet, 900 km öster om huvudstaden Jakarta.